# Eugenia carranzae
Eugenia carranzae är en myrtenväxtart som beskrevs av Cyrus Longworth Lundell. Eugenia carranzae ingår i släktet Eugenia och familjen myrtenväxter. Inga underarter finns listade i Catalogue of Life.